# Onida (Dakota du Sud)
Pour les articles homonymes, voir Onida.
Onida est le siège du comté de Sully, dans le Dakota du Sud, aux États-Unis. Lors du recensement de 2010, sa population est estimée à 658 habitants. La municipalité s'étend sur 0,64 milles carrés (1,66 km2).
La ville est fondée en 1883 par des colons originaires de l'État de New York, où  se trouve la ville d'Oneida.

## Personnalités
Le golfeur professionnel Curt Byrum (en) est né à Onida en 1958.

## Démographie
| 1910 | 1920 | 1930 | 1940 | 1950 | 1960 |
| ---- | ---- | ---- | ---- | ---- | ---- |
| 319  | 455  | 636  | 597  | 822  | 843  |

| 1970 | 1980 | 1990 | 2000 | 2010 | - |
| ---- | ---- | ---- | ---- | ---- | - |
| 785  | 851  | 761  | 740  | 658  | - |